# آن فلوود
آن فلوود (بالإنجليزية: Ann Flood)‏ هي ممثلة أمريكية، ولدت في 12 نوفمبر 1934 في كوينز في الولايات المتحدة.

## أعمال

### مسلسلات
- ذا إدج أوف نايت
- عالم آخر

## وصلات خارجية
- آن فلوود على موقع IMDb (الإنجليزية)
- آن فلوود على موقع قاعدة بيانات الفيلم (الإنجليزية)